# Basketbal op de Olympische Zomerspelen 1952

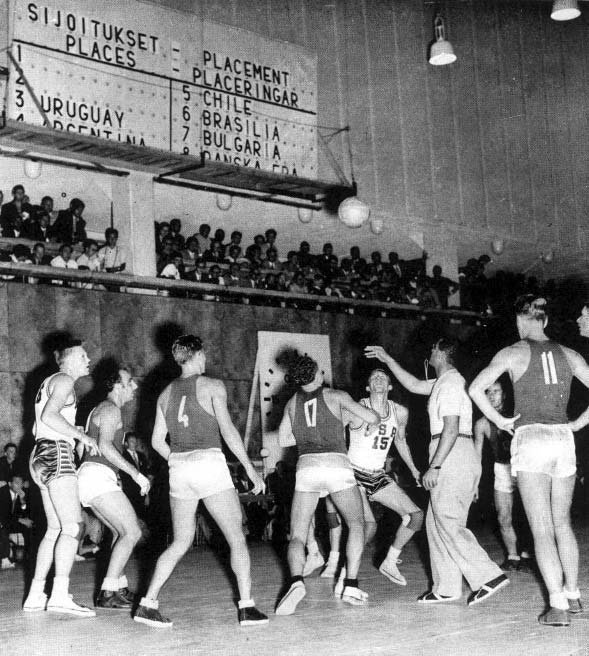
Finale tussen de VS en de Sovjet Unie

Basketbal is een van de sporten die beoefend werden tijdens de Olympische Zomerspelen 1952 in Helsinki.

## Mannen

### Kwalificatieronde

#### Groep A
| Datum   | Land      | Score   | Land        |
| ------- | --------- | ------- | ----------- |
| 14 juli | Cuba      | 59 - 51 | België      |
| 14 juli | Bulgarije | 69 - 58 | Zwitserland |
| 15 juli | België    | 59 - 49 | Zwitserland |
| 17 juli | Bulgarije | 62 - 56 | Cuba        |
| 18 juli | Cuba      | 71 - 63 | België      |

Bulgarije en Cuba naar het hoofdtoernooi.

#### Groep B
| Datum   | Land        | Score   | Land        |
| ------- | ----------- | ------- | ----------- |
| 14 juli | Hongarije   | 75 - 38 | Griekenland |
| 14 juli | Filipijnen  | 57 - 47 | Israël      |
| 15 juli | Griekenland | 54 - 52 | Israël      |
| 17 juli | Filipijnen  | 48 - 35 | Hongarije   |
| 18 juli | Hongarije   | 47 - 44 | Griekenland |

De Filipijnen en Hongarije naar het hoofdtoernooi.

#### Groep C
| Datum   | Land   | Score   | Land     |
| ------- | ------ | ------- | -------- |
| 14 juli | Canada | 68 - 57 | Italië   |
| 14 juli | Egypte | 64 - 45 | Turkije  |
| 15 juli | Canada | 72 - 51 | Roemenië |
| 15 juli | Italië | 49 - 37 | Turkije  |
| 17 juli | Italië | 53 - 39 | Roemenië |
| 17 juli | Canada | 63 - 57 | Egypte   |
| 18 juli | Egypte | 66 - 62 | Italië   |

Canada en Egypte naar het hoofdtoernooi.

### Hoofdronde

#### Groep 1
| Datum   | Land              | Score   | Land              |
| ------- | ----------------- | ------- | ----------------- |
| 25 juli | Verenigde Staten  | 66 - 48 | Hongarije         |
| 25 juli | Uruguay           | 53 - 51 | Tsjecho-Slowakije |
| 26 juli | Uruguay           | 70 - 56 | Hongarije         |
| 26 juli | Verenigde Staten  | 72 - 47 | Tsjecho-Slowakije |
| 27 juli | Tsjecho-Slowakije | 63 - 39 | Hongarije         |
| 27 juli | Verenigde Staten  | 57 - 44 | Uruguay           |

| Groep 1 |                   |             |             |             |            |            |            |        |
| #       | Land              | Wedstrijden | Wedstrijden | Wedstrijden | Doelpunten | Doelpunten | Doelpunten | Punten |
| #       | Land              | G           | W           | V           | V          | T          | Saldo      | Punten |
| 1       | Verenigde Staten  | 3           | 3           | 0           | 195        | 139        | 56         | 6      |
| 2       | Uruguay           | 3           | 2           | 1           | 167        | 164        | 3          | 5      |
| 3       | Tsjecho-Slowakije | 3           | 1           | 2           | 161        | 164        | -3         | 4      |
| 4       | Hongarije         | 3           | 0           | 3           | 143        | 199        | -56        | 3      |

#### Groep 2
| Datum   | Land        | Score   | Land      |
| ------- | ----------- | ------- | --------- |
| 25 juli | Sovjet-Unie | 74 - 46 | Bulgarije |
| 25 juli | Mexico      | 66 - 48 | Finland   |
| 26 juli | Bulgarije   | 52 - 44 | Mexico    |
| 26 juli | Sovjet-Unie | 47 - 35 | Finland   |
| 27 juli | Bulgarije   | 65 - 64 | Finland   |
| 27 juli | Sovjet-Unie | 71 - 62 | Mexico    |

| Groep 2 |             |             |             |             |            |            |            |        |
| #       | Land        | Wedstrijden | Wedstrijden | Wedstrijden | Doelpunten | Doelpunten | Doelpunten | Punten |
| #       | Land        | G           | W           | V           | V          | T          | Saldo      | Punten |
| 1       | Sovjet-Unie | 3           | 3           | 0           | 192        | 143        | 49         | 6      |
| 2       | Bulgarije   | 3           | 2           | 1           | 163        | 182        | -19        | 5      |
| 3       | Mexico      | 3           | 1           | 2           | 172        | 171        | 1          | 4      |
| 4       | Finland     | 3           | 0           | 3           | 147        | 178        | -31        | 3      |

#### Groep 3
| Datum   | Land       | Score   | Land       |
| ------- | ---------- | ------- | ---------- |
| 25 juli | Argentinië | 85 - 59 | Filipijnen |
| 25 juli | Brazilië   | 57 - 55 | Canada     |
| 26 juli | Brazilië   | 71 - 52 | Filipijnen |
| 26 juli | Argentinië | 82 - 81 | Canada     |
| 27 juli | Filipijnen | 81 - 65 | Canada     |
| 27 juli | Argentinië | 72 - 56 | Brazilië   |

| Groep 3 |            |             |             |             |            |            |            |        |
| #       | Land       | Wedstrijden | Wedstrijden | Wedstrijden | Doelpunten | Doelpunten | Doelpunten | Punten |
| #       | Land       | G           | W           | V           | V          | T          | Saldo      | Punten |
| 1       | Argentinië | 3           | 3           | 0           | 239        | 196        | 43         | 6      |
| 2       | Brazilië   | 3           | 2           | 1           | 184        | 179        | 5          | 5      |
| 3       | Filipijnen | 3           | 1           | 2           | 192        | 221        | -29        | 4      |
| 4       | Canada     | 3           | 0           | 3           | 201        | 220        | -19        | 3      |

#### Groep 4
| Datum   | Land      | Score   | Land   |
| ------- | --------- | ------- | ------ |
| 25 juli | Frankrijk | 92 - 64 | Egypte |
| 25 juli | Chili     | 53 - 52 | Cuba   |
| 26 juli | Chili     | 74 - 46 | Egypte |
| 26 juli | Frankrijk | 58 - 42 | Cuba   |
| 27 juli | Frankrijk | 52 - 43 | Chili  |
| 27 juli | Egypte    | 66 - 55 | Cuba   |

| Groep 4 |           |             |             |             |            |            |            |        |
| #       | Land      | Wedstrijden | Wedstrijden | Wedstrijden | Doelpunten | Doelpunten | Doelpunten | Punten |
| #       | Land      | G           | W           | V           | V          | T          | Saldo      | Punten |
| 1       | Frankrijk | 3           | 3           | 0           | 202        | 149        | 53         | 6      |
| 2       | Chili     | 3           | 2           | 1           | 170        | 150        | 20         | 5      |
| 3       | Egypte    | 3           | 1           | 2           | 176        | 221        | -45        | 4      |
| 4       | Cuba      | 3           | 0           | 3           | 149        | 177        | -28        | 3      |

### Halve finale ronde

#### Groep A
| Datum   | Land       | Score    | Land       |
| ------- | ---------- | -------- | ---------- |
| 28 juli | Argentinië | 100 - 56 | Bulgarije  |
| 28 juli | Frankrijk  | 68 - 66  | Uruguay    |
| 29 juli | Uruguay    | 62 - 54  | Bulgarije  |
| 29 juli | Argentinië | 61 - 52  | Frankrijk  |
| 30 juli | Bulgarije  | 67 - 58  | Frankrijk  |
| 30 juli | Uruguay    | 66 - 65  | Argentinië |

| Groep A |            |             |             |             |            |            |            |        |
| #       | Land       | Wedstrijden | Wedstrijden | Wedstrijden | Doelpunten | Doelpunten | Doelpunten | Punten |
| #       | Land       | G           | W           | V           | V          | T          | Saldo      | Punten |
| 1       | Uruguay    | 3           | 2           | 1           | 194        | 187        | 7          | 5      |
| 2       | Argentinië | 3           | 2           | 1           | 226        | 174        | 52         | 5      |
| 3       | Bulgarije  | 3           | 1           | 2           | 177        | 220        | -43        | 4      |
| 4       | Frankrijk  | 3           | 1           | 2           | 178        | 194        | -16        | 4      |

#### Groep B
| Datum   | Land             | Score    | Land        |
| ------- | ---------------- | -------- | ----------- |
| 28 juli | Verenigde Staten | 86 - 58  | Sovjet-Unie |
| 28 juli | Brazilië         | 75 - 44  | Chili       |
| 29 juli | Verenigde Staten | 103 - 55 | Chili       |
| 29 juli | Sovjet-Unie      | 54 - 49  | Brazilië    |
| 30 juli | Verenigde Staten | 57 - 53  | Brazilië    |
| 30 juli | Sovjet-Unie      | 78 - 60  | Chili       |

| Groep B |                  |             |             |             |            |            |            |        |
| #       | Land             | Wedstrijden | Wedstrijden | Wedstrijden | Doelpunten | Doelpunten | Doelpunten | Punten |
| #       | Land             | G           | W           | V           | V          | T          | Saldo      | Punten |
| 1       | Verenigde Staten | 3           | 3           | 0           | 246        | 166        | 80         | 6      |
| 2       | Sovjet-Unie      | 3           | 2           | 1           | 190        | 195        | -5         | 5      |
| 3       | Brazilië         | 3           | 1           | 2           | 177        | 155        | 22         | 4      |
| 4       | Chili            | 3           | 0           | 3           | 159        | 256        | -97        | 3      |

### Plaatsingsronde

#### 5e t/m 8e plaats
| Datum   | Land     | Score   | Land      |
| ------- | -------- | ------- | --------- |
| 31 juli | Chili    | 60 - 53 | Bulgarije |
| 31 juli | Brazilië | 59 - 44 | Frankrijk |

#### 7e en 8e plaats
| Datum      | Land      | Score   | Land      |
| ---------- | --------- | ------- | --------- |
| 1 augustus | Bulgarije | 58 - 44 | Frankrijk |

#### 5e en 6e plaats
| Datum      | Land  | Score   | Land     |
| ---------- | ----- | ------- | -------- |
| 2 augustus | Chili | 58 - 49 | Brazilië |

### Halve Finales
| Datum   | Land             | Score   | Land       |
| ------- | ---------------- | ------- | ---------- |
| 31 juli | Sovjet-Unie      | 61 - 57 | Uruguay    |
| 31 juli | Verenigde Staten | 85 - 76 | Argentinië |

### Bronzen Finale
| Datum      | Land    | Score   | Land       |
| ---------- | ------- | ------- | ---------- |
| 1 augustus | Uruguay | 68 - 59 | Argentinië |

### Finale
| Datum      | Land             | Score   | Land        |
| ---------- | ---------------- | ------- | ----------- |
| 2 augustus | Verenigde Staten | 36 - 25 | Sovjet-Unie |

### Eindrangschikking
| Goud | Zilver | Brons | 4 |
| Verenigde Staten Ron Bontemps Marc Freiberger Wayne Glasgow Charlie Hoag Bill Hougland John Keller Dean Kelley Bob Kenney Bob Kurland Bill Lienhard Clyde Lovellette Frank McCabe Dan Pippin Howie Williams              | Sovjet-Unie Stepas Butautas Nodar Dzjordzjikia Anatoli Konev Otar Korkia Heino Kruus Ilmar Kullam Justinas Lagunavičius Joann Lõssov Aleksandr Moisejev Joeri Ozerov Kazys Petkevičius Stasys Stonkus Maigonis Valdmanis Viktor Vlasov                                    | Uruguay Martín Acosta y Lara Enrique Baliño Victorio Cieslinskas Héctor Costa Nelson Demarco Héctor García Otero Tabaré Larre Borges Adesio Lombardo Roberto Lovera Sergio Matto Wilfredo Peláez Carlos Roselló | Argentinië Leopoldo Contarbio Hugo del Vecchio Oscar Furlong Juan Gaszo Ricardo González Rafael Lledo Alberto López Rubén Menini Omar Monza Rubén Pagliari Raúl Pérez Varela Ignacio Poletti Juan Uder Roberto Viau   |
| 5 | 6 | 7 | 8 |
| Chili Pedro Araya Rufino Bernedo Eduardo Cordero Hugo Fernández Ezequiel Figueroa Juan José Gallo Víctor Mahana Eric Mahn Juan Ostoic Hernán Raffo Hermán Ramos Álvaro Salvadores Orlando Silva                          | Brazilië Angelim Bráz Raymundo Carvalho dos Santos Mário Jorge da Fonseca Hermes Almir Nelson de Almeida Algodão Ruy de Freitas Mayr Facci Tião Godinho Thales Monteiro Alfredo da Motta Zé Luiz                                                                          | Bulgarije Petar Sjisjkov Christo Donev Ilja Georgiev Konstantin Georgiev Gentsjo Christov Anton Koezov Vasil Mantsjenko Nejtsjo Nejtsjev Ivan Nikolov Georgi Panov Veselin Penkov Kiril Semov Vladimir Slavov Konstantin Totev | Frankrijk André Buffière André Chavet René Chocat Robert Crost Jacques Dessemme Louis Devoti Robert Guillin Roger Haudegand Robert Monclar Jean Perniceni Bernard Planque Jean-Pierre Salignon André Vacheresse       |
| 9-16 | 9-16 | 9-16 | 9-16 |
| Canada Woody Campbell Bill Coulthard Red Curren Chuck Dalton Bill Pataky Glenn Pettinger Bob Phibbs Bernie Pickell Carl Ridd Bobby Simpson Harry Wade George Wearring Roy Williams                                       | Cuba Carlos Bea Blanes Felipe de la Pozas y Piad Alberto Escoto Valdés Armando Estrada Rivero Alfredo Faget Otazo Casimiro García Artime Juan García García R. Carlos García Ordoñez Federico López Garviso Mario Quintero Padrón Fabio Ruiz Vinajeras Ramón Wiltz Bucelo | Egypte Youssef Mohamed Abbas Youssef Kamal Mohamed Abou-Ouf Fouad Abdel Meguid Abu el Kheir Mohamed Medhat Bahgat Armand Philippe Catafago Georges Jean Chalhoub Mohamed Ezz Eldin Aly Ahmed el Rashidy Abdelrahman Ismail Hafez Zaki Selim Ibrahim Harari Sami Mansour Medhat Youssef Mohamad Hussein Kamal Montassir Fahmy Raymond Sabounghi Albert Fahmy Tadros | Filipijnen Florentino Bautista jr. Ramón Campos, jr. Antonio Genato José Gochangco Rafael Hechanova Eduardo Lim Carlos Loyzaga Antonio Luis Martínez Ponciano Saldaña Meliton Santos Antonio Tantay Mariano Tolentino |
| 9-16 | 9-16 | 9-16 | 9-16 |
| Finland Kalevi Heinänen Esko Karhunen Juhani Kyöstilä Pentti Laaksonen Olavi Lahtinen Raimo Lindholm Pertti Mutru Raine Nuutinen Tapio Pöyhönen Tuomo Ristola Eero Salonen Timo Suviranta Kalevi Sylander Oiva Virtanen  | Hongarije László Bánhegyi Pál Bogár György Bokor Tibor Cselkó Tibor Czinkán János Greminger László Hódi Ede Komáromi Tibor Mezőfi Péter Papp János Simon György Telegdy Tibor Zsíros                                                                                      | Mexico Rubén Almanza García Carlos José Bru Villarreal Jorge Cardiel Gaytán José de la Cruz Cabrera Gándara Héctor Guerrero Delgado Emilio López Enríquez Filiberto Manzo Hernández José Meneses Luna Sergio Olguín Fierro Fernando Rojas Herrera José Rojas Herera Rolando Rubalcava Peña José Pioquinto Soto Villanueva                                          | Tsjecho-Slowakije Jiří Baumruk Miroslav Baumruk Zdeněk Bobrovský Josef Ezr Eugen Horniak Miroslav Kódl Luboš Kolář Jan Kozák Jiří Matoušek Ivan Mrázek Zdeněk Rylich Jaroslav Šíp Miroslav Škeřík Jaroslav Tětiva     |
| 17-23 | 17-23 | 17-23 | 17-23 |
| België Jules Boes Jan Ceulemans Henri Coosemans Henri Crick Yves Delsarte Josef du Jardin Johannes Ducheyne Jef Eygel Désiré Ligon Julien Meuris Félix Roosemont Alexis van Gils Pierre van Huele                        | Griekenland Goulielmos Arvanitis Themistokles Cholevas Ioannis Lambrou Panayiotis Manias Phaedon Mathaiou Nikolaos Milas Konstantinos Papadimas Aristidis Roubanis Alexandros Spanoudakis Ioannis Spanoudakis Dimitrios Stefanidis Dimitrios Taliadoros                   | Israël Eliahu Amiel Moshe Daniel-Levy Dan Erez-Buxenbaum Reuben Fecher-Perach Mordechai-Marcel Hefez Raphael Ram Menahem Kurman-Degani Amos Lin-Linkovsky Zekarya Ofri Shimon Shelah-Schmuckler Abraham Shneior Yehuda Wiener-GafniFredi Cohen | Italië Giorgio Bongiovanni Achille Canna Carlo Cerioni Giordano Damiani Sergio Ferriani Sergio Marelli Federico Marietti Enrico Pagani Fabio Presca Renzo Ranuzzi Luigi Rapini Sergio Stefanini Dino Zucchi           |
| 17-23 | 17-23 | 17-23 | |
| Roemenië Cornel Călugăreanu Gheorghe Constantinide Grigore Costescu Andrei Folbert Ladislau Mokos Liviu Naghi Mihai Nedef Cezar Niculescu Dan Niculescu Adrian Petroşanu Vasile Popescu Emanoil RăducanuConstanin Herold | Turkije Yüksel Alkan Altan Dinçer Nejat Diyarbakırlı Yalçın Granit Sadi Gülçelik Yılmaz Gündüz Erdoğan Partener Sacit Seldüz Turhan Tezol Güney Ülmen Ali Uras Mehmet Ali Yalım                                                                                           | Zwitserland Pierre Albrecht Henri Baumann Marc Bossy René Chiappino Maurice Chollet Gerald Cottier Roger Domenjoz Marcel Moget Roger Prahin Jacques Redard Bernard Schmied Georges Stockly Jean-Pierre Voisin René Wohler | |

St. Louis 1904 · Berlijn 1936 · Londen 1948 · Helsinki 1952 · Melbourne 1956 · Rome 1960 · Tokio 1964 · Mexico-Stad 1968 · München 1972 · Montréal 1976 · Moskou 1980 · Los Angeles 1984 · Seoel 1988 · Barcelona 1992 · Atlanta 1996 · Sydney 2000 · Athene 2004 · Peking 2008 · Londen 2012 · Rio de Janeiro 2016 · Tokio 2020 · Parijs 2024 · Los Angeles 2028
Medaillewinnaars 
Atletiek · Basketbal · Boksen · Gewichtheffen · Hockey · Honkbal (demonstratie) · Kanovaren · Moderne vijfkamp · Paardensport · Roeien · Schermen · Schietsport · Schoonspringen · Turnen · Voetbal · Waterpolo · Wielersport · Worstelen · Zeilen · Zwemmen